# Лейклайн (Огайо)
Лейклайн (англ. Lakeline) — селище (англ. village) в США, в окрузі Лейк штату Огайо. Населення — 216 осіб (2020).

## Географія
Лейклайн розташований за координатами 41°39′34″ пн. ш. 81°27′16″ зх. д. / 41.65944° пн. ш. 81.45444° зх. д. (41.659504, -81.454520).  За даними Бюро перепису населення США в 2010 році селище мало площу 0,23 км², уся площа — суходіл.

## Демографія
Згідно з переписом 2010 року, у селищі мешкало 226 осіб у 95 домогосподарствах у складі 67 родин. Густота населення становила 995 осіб/км².  Було 104 помешкання (458/км²).
Расовий склад населення:
| - 97,8 % — білих - 0,9 % — чорних або афроамериканців |

До двох чи більше рас належало 1,3 %. Частка іспаномовних становила 0,9 % від усіх жителів.
За віковим діапазоном населення розподілялося таким чином: 19,5 % — особи молодші 18 років, 63,7 % — особи у віці 18—64 років, 16,8 % — особи у віці 65 років та старші. Медіана віку мешканця становила 45,1 року. На 100 осіб жіночої статі у селищі припадало 105,5 чоловіків;  на 100 жінок у віці від 18 років та старших — 111,6 чоловіків також старших 18 років.
Середній дохід на одне домашнє господарство  становив 70 204 долари США (медіана — 61 000), а середній дохід на одну сім'ю — 84 755 доларів (медіана — 80 833). Медіана доходів становила 51 250 доларів для чоловіків та 40 179 доларів для жінок. За межею бідності перебувало 9,2 % осіб, у тому числі 9,1 % дітей у віці до 18 років та 0,0 % осіб у віці 65 років та старших.
Цивільне працевлаштоване населення становило 153 особи. Основні галузі зайнятості: освіта, охорона здоров'я та соціальна допомога — 30,7 %, фінанси, страхування та нерухомість — 11,1 %, роздрібна торгівля — 10,5 %, виробництво — 10,5 %.